# Hooverova brana
Hooverova brana je betonska lučno-gravitacijska brana i derivacijska hidroelektrana, na rijeci Colorado, između dviju američkih saveznih država Arizone i Nevade. Sagrađena je između 1931. i 1936., za vrijeme Velike gospodarske krize u SAD. U početku se zvala Boulderova brana, ali je kasnije dobila naziv prema američkom predsjedniku Herbertu Clarku Hooveru.
Brana je visoka 221,4 m, a duljina je 379 m. Širina krune brane je 14 m, a pri dnu je brana široka 200 m. Preljev brane ima kapacitet 11 000 m3/s, a preljev se vrši dvjema valjkastim zapornicama. Umjetno jezero Mead, koje je stvoreno s branom, ima ukupnu površinu 640 km2. Ukupni kapacitet umjetnog jezera je 35,2 km3, ali danas se razina jezera spustila na prosječnih 19,6 km3. Nadmorska visina jezera je 372 m iznad mora. Najveća dubina jezera je 180 m, a njegova duljina je 180 km.
Pad vode iz jezera do vodnih turbina je 180 m. U strojarnici je 17 Francisovih turbina, s instaliranom snagom 2080 MW. Godišnja proizvodnja električne struje je oko 4 200 GKWh.

## Povijest
Već milijunima godina rijeka Colorado teče od svojih izvora u Stjenjaku, do ušća u Kalifornijskom zaljevu, a u svojem je toku dugom 2330 km stvorila nekoliko golemih i dubokih klanaca, od kojih je svakako najpoznatiji Veliki kanjon. Većinom toka Colorado protječe kroz iznimno suha i negostoljubiva područja, pa njegove vode čovjek koristi još od davnina (na osnovi arheoloških iskopavanja utvrđeno je da prva naselja uz njegove obale potječu iz godine 600.). Naseljavanjem doseljenika važnost rijeke sve više dobiva na značenju, ne samo za piće, napajanje stoke i navodnjavanje suhog pustinjskog tla, već i za promet. Ipak, osnovni problem Colorada su velika odstupanja njegovog protoka tijekom godina. Tako se zbog topljenja snijega u Stijenjaku protok u proljeće i rano ljeto povećavao nekoliko puta (što je u 19. stoljeću i početkom 20. stoljeća uzrokovala stalna plavljenja područja oko donjeg toka, ponekad i s katastrofalnim posljedicama) a tijekom kasnog ljeta i jeseni smanjivao (što je, opet, zbog suša ugrožavalo poljoprivrednu proizvodnju). Zbog toga se već u prvim godinama 20. stoljeća pojavila ideja o zauzdavanju divljeg toka rijeke.
U studenom 1922., održan je sastanak na kojem su se okupili predstavnici sedam američkih saveznih država iz sliva Colorada (Arizona, Kalifornija, Colorado, Nevada, Novi Meksiko, Utah i Wyoming) i Savezne vlade. Tada je potpisan Ugovor o rijeci Kolorado kojim su utvrđeni projekti za regulaciju i iskorištavanje njezinog toka. Potpisivanjem Ugovora stvorene su pretpostavke za gradnju nekoliko brana i umjetnih jezera na toku rijeke, a 1928. američki Kongres je donio Zakon o projektu u kanjonu Boulder, čime je odobrena izgradnja jedne od najpoznatijih svjetskih brana.

### Gradnja brane
Radovi na gradnji velike brane na Coloradu započeli su 1931., a zadnji betonski blok izliven je 1935. Unatoč brojnim problemima koji su pratili gradnju, konzorcij šest tvrtki koje su u njoj sudjelovale (među kojima i neki od i danas poznatih svjetskih građevinskih divova kao što je Bechtel), uspio je cijeli projekt ostvariti čak dvije godine prije predviđenog roka i uz troškove niže od predviđenih. Poginulo je 112 radnika.
U vrijeme kada je izgrađena, brana i pripadajuća hidroelektrana smatrane su svjetskim čudom tehnike, a njezin je značaj za cjelokupan razvoj tehnike i dalje nezaobilazan, iako već odavno, ni po dimenzijama ni po snazi ni po proizvodnji električne energije nije najveća na svijetu. Brana je stoga proglašena američkim nacionalnom povijesnom graditeljskom znamenitošću, jednim od Sedam američkih čuda suvremenog graditeljstva, a 1999. godine i jednim od pet najvećih dostignuća graditeljstva 20. stoljeća. Tehničke inovacije i dostignuća koja su razvijena tijekom njezine gradnje promijenila su dotadašnja shvaćanja u više tehničkih područja i omogućila ostvarivanje brojnih drugih građevinskih poduhvata.
Uz prigodnu svečanost, branu je 30. rujna 1935. u pogon pustio američki predsjednik Franklin Delano Roosevelt, no proizvodnja električne energije započela je u listopadu 1936., a posljednja proizvodna jedinica (17. vodna turbina) ugrađena je tek 1961. Brana i pripadajuća elektrana nazvane su prema 31. američkom predsjedniku Herbertu Hooveru, jednoj od najzaslužnijih osoba za njezinu gradnju (ne samo zato što je pri potpisivanju Ugovora o rijeci Kolorado bio predstavnik Savezne vlade i za čijeg je kasnijeg predsjedničkog mandata gradnja započela, već i zato što je predložio nekoliko rješenja za njezino iskorištavanje i financiranje).
Izgradnjom brane stvoreno je divovsko umjetno jezero Mead, nazvano prema dr. Elwoodu Meadu, tadašnjem ravnatelju američke Uprave za pridobivanje zemljišta, koja je bila zadužena za ostvarivanje cijelog projekta. Vjerojatno najzanimljivija činjenica je to što je cijeli projekt prije svega bio zamišljen kao vodnogospodarski, odnosno za regulaciju toka rijeke i vodoopskrbu, no da su cjelokupna ulaganja u njegovo ostvarivanje (u današnjoj bi vrijednosti iznosila oko 736 milijuna američkih dolara), iako su pokrivana iz saveznog proračuna, vraćena na osnovi prodaje električne energije. Tako se i danas, nekoliko desetljeća nakon što su isplaćena sva sredstva uložena u gradnju, troškovi pogona i održavanja u cijelosti pokrivaju prodajom električne struje.

## Višestruke koristi
Izgradnjom brane ostvarena su tri glavna cilja, upravo kako je bilo zamišljeno Ugovorom o rijeci Kolorado: 
- navodnjavanje plodnog zemljišta u donjem toku rijeke (više od 404 000 ha u SAD-u i oko 200 000 ha u Meksiku) za uzgoj voća, povrća i pamuka
- osiguravanje opskrbe pitkom vodom za više od 20 milijuna ljudi u gradovima kao što su Las Vegas, Los Angeles, San Diego, Phoenix, Tucson i drugi, te za brojne indijanske zajednice u Arizoni, Nevadi i Kaliforniji
- proizvodnja više od 4 200 GWh električne energije godišnje za opskrbu više od 1,3 milijuna potrošača u Arizoni, Nevadi i Kaliforniji.

Uz to, ne treba zaboraviti ni posredne koristi od izgradnje brane. Kao prvo, zahvaljujući vodi i struji koju je omogućila, Las Vegas, nekada beznačajna postaja na putu prema zapadu, postao je svjetska metropola turizma i kockanja. Isto tako, veliko jezero Mead uvelike je ublažilo suhu i negostoljubivu klimu u okolici, a valja reći da se ono danas ubraja u najpopularnija američka turistička odredišta sa sezonom koja traje cijele godine.

## Utjecaj na okoliš
Zauvijek potopljen klanac, koji je bio svojevrstan produžetak uzvodnog Velikog kanjona, a zbog intenzivnog iskorištavanja rijeke nizvodno od brane (gdje je izgrađeno još nekoliko brana i golemi sustavi navodnjavanja), ona već dvadesetak godina ne doseže do mora. Isto tako, zbog globalnih klimatskih promjena koje uzrokuju sve manje snijega u Stjenjaku, dotok vode u jezero je sve manji, pa je u svibnju 2010. obujam vode u njemu bio za čak 43% manji od predviđenog.
Prema predviđanjima znanstvenika sa Sveučilišta Kalifornije u San Diegu (UCSD), već 2017. moglo dovesti do onemogućavanja daljnje proizvodnje električne energije.

## Galerija
- Ispuštanje vode iz Hoovere brane
- Otvaranje preljeva Hooverove brane za vrijeme poplave (1983.)
- Gradnja mosta na Hooveroj brani (2009.)
- Rijeka Colorado prije gradnje Hooverove brane (oko 1904.)

## Vanjske poveznice
- (engl.) Službene stranice

Wikimedijski zajednički poslužitelj:
|  | Zajednički poslužitelj ima još gradiva o temi Hooverova brana |